# Скот Вилијамс (рагби играч)
Скот Вилијамс (енгл. Scott Williams; 10. октобар 1990) професионални је рагбиста и репрезентативац Велса, који тренутно игра за рагби јунион тим Скарлетс.

## Биографија
Висок 183 цм, тежак 97 кг, Вилијамс је пре Скарлетса играо за Ланели РФК. За национални тим Велса је до сада одиграо 34 тест мечева и постигао 45 поена.